# Fincken
Fincken est une commune d'Allemagne située dans l'arrondissement du Plateau des lacs mecklembourgeois, dans le Land de Mecklembourg-Poméranie-Occidentale.

## Géographie
Fincken se situe dans la région du plateau des lacs mecklembourgeois (Mecklenburgische Seenplatte).

## Histoire
Fincken fut mentionnée pour la première fois dans un document officiel en 1310.